# Lera Abova
Valeria Smirnova (Slavgorod, 4 november 1992), beter bekend onder haar pseudoniem Lera Abova, is een in Rusland geboren Duits actrice en model. Ze speelde onder andere rollen in de film Exterritorial en de series Pitch Perfect: Bumper in Berlin en One Piece.

## Biografie
Abova werd geboren op 4 november 1992 in Slavgorod in Siberië. Op dertienjarige leeftijd verhuisde ze naar Duitsland. Aangezien ze geen Duits sprak, maakte ze gebruik van een elektronische vertaalmachine om te kunnen communiceren. Door de taalbarrière had ze moeite om te kunnen communiceren met klasgenoten. Toen ze net volwassen was, verliet Abova haar school.
In 2016 werd Abova ontdekt door fotograaf David Sims. Mede door hem begon haar carrière als fashionmodel. Al snel werd ze door meerdere modemerken gesigneerd, waaronder Colin Dodgson en Mariano Vivanco, evenals Vogue styliste van over de hele wereld. In de eerste twee jaar van haar carrière was Abova in vele reclames te zien. In 2017 werd Abova door Luc Besson gecast in de rol van Maude in de film Anna, naast Sasha Luss. In hetzelfde jaar had ze eveneens een rol als Thea in Pitch Perfect: Bumper in Berlin. Twee jaar later volgden hoofdrollen in de Netflix-actiefilm Exterritorial en als Nico Robin in de televisieserie One Piece.

## Filmografie

### Film
| Jaar | Titel         | Rol                | Opmerkingen |
| ---- | ------------- | ------------------ | ----------- |
| 2019 | Anna          | Maude              | [ 7 ]       |
| 2025 | Exterritorial | Irina/Kira Volkova |             |

### Televisie
| Jaar | Titel                           | Rol                | Opmerkingen |
| ---- | ------------------------------- | ------------------ | ----------- |
| 2022 | Pitch Perfect: Bumper in Berlin | DJ Das Boot / Thea | [ 8 ]       |
| 2025 | One Piece                       | Nico Robin         | [ 9 ]       |